# Apatosaurus
Apatosaurus ("bedräglig ödla") är ett släkte av mycket stora diplodocida dinosaurier som levde för 154–140 miljoner år sedan under yngre delen av juraperioden i det som idag är Nordamerika. Precis som carnosaurierna tillhörde den de ödlehöftade dinosaurierna. Den var ett av de största landlevande djur som någonsin funnits med runt 4,5 meter upp till höften, en längd på upp till 21–22 meter och en vikt på runt 30–40 ton. Den är en av de mest välkända dinosaurierna, främst genom namnet Brontosaurus, men också genom att alla hittade ben tillsammans ger ett komplett skelett (med undantag för underkäken). Trots att Apatosaurus var ett enormt djur så fanns det ändå många sauropoder som var mycket större än den. Apatosaurus kan dock storleksmässigt placeras i "den övre medelklassen" bland sauropoderna.
Fynd som gjorts på senaste 5–10 åren visar emellertid att Apatosaurus, åtminstone arten Apatosaurus ajax förmodligen kunde bli betydligt större än vad man tidigare  trott, ca 30 % längre vilket i så fall innebär längd upp till 28–29 meter och en vikt på upp åt 70 ton. Apatosaurus var ett av de största landdjur man känner till.
Den dinosaurie vi i dag kallar för Apatosaurus gick tidigare under namnet Brontosaurus ("åsködla"), men 1903 fastställdes att de två dinosaurierna var så pass lika att de skulle klassas som samma släkte. Eftersom Apatosaurus var det äldre namnet fick det företräde framför Brontosaurus. 2015 drog emellertid forskare slutsatsen att den dinosaurie som gick under namnet Apatosaurus excelsus var så pass olik Apatosaurus att den skulle klassas som ett eget släkte. Det innebär att Brontosaurus numera anses vara en egen dinosaurie (B. excelsus, B. parvus och B. yahnahpin) som är en mindre släkting till Apatosaurus.

## Kroppsbyggnad
Apatosaurus hade som andra sauropoder en lång hals, och liksom hos andra diplodocider hade Apatosaurus en mycket lång svans som säkert fungerade utmärkt som piska för att skrämma bort angripare. Ny forskning har visat att samtliga diplodocider, inklusive Apatosaurus, höll den långa halsen mycket lägre än vad man trott tidigare, och troligen betade den bara av låga grenar och ormbunkar. Djuret kunde även ställa sig på bakbenen för att på så sätt beta högt upp i de högsta träden. Förmågan att ställa sig på bakbenen användes kanske också för att försvara sig mot rovdinosaurier. Liksom andra sauropoder visar spårfossil att Apatosaurus var ett flockdjur och att ungdjuren gick i mitten av hjorden för att skyddas av de större djuren. Djuret lade stora ägg med en diameter på upp till 30 cm. Man har inte hittat äggen i några bon eller liknande, utan på en rad efter djuret, som om honorna lade äggen då de gick. Antagligen tog de inte hand om sin avkomma, och det är möjligt att ungdjuren sällade sig till den första hjord de stötte på.
Ryggkotorna och benen i extremiteterna (främst frambenen) var större och tyngre än de motsvarande benen hos Diplodocus, vilket tyder på att Apatosaurus var mycket robustare än sin släkting. Men för övrig hade Diplodocus samma kroppsbyggnad som Apatosaurus. Svansen hölls ovanför marken då den rörde på sig, och precis som många andra sauropoder hade Apatosaurus bara en enda stor klo på var hand. Kraniet identifierades inte förrän år 1975, ett årtionde efter att denna dinosaurie erhållit sitt namn. De hade två nervcentra/hjärnor eftersom de på grund av sin storlek skulle reagera alltför långsamt.

## Etymologi
Apatosaurus namn betyder "lurig ödla" eller "bedräglig ödla", och den har fått namnet på grund av att dess hemalbågar liknar de motsvarande benen hos Mosasaurus. Delarna i namnet kommer från grekiskans ἀπατέλος eller ἀπατέλιος, som betyder "lurig" eller "bedräglig", och σαῦρος, som betyder "ödla".

## Arter
Fossila rester efter Apatosaurus har hittats i Nine Mile-stenbrottet och Bone Cabin-stenbrottet i Wyoming och på vissa platser i Colorado, Oklahoma och Utah, USA. De accepterade arterna är:
- A. ajax, släktets typart och holotyp. Den namngavs av paleontologen Othniel Charles Marsh år 1877 efter den grekiske hjälten Ajax. Man har hittat två ej fullständiga skelett, delar av kraniet inkluderade.
- A. louisae namngavs av William Holland år 1915. Den är känd från ett ofullständigt skelett som hittades i Colorado, USA.

Robert T Bakker gjorde om A. yahnahpin till typart för ett nytt släkte, det vill säga Eobrontosaurus, år 1988, och därmed heter den nu Eobrontosaurus yahnahpin. Den namngavs av Filla, James och Redman år 1994. Ett fragmentariskt skelett har hittats i Wyoming.
A. excelsus är numera (återigen) känd som Brontosaurus excelsus, vilket var det ursprungliga namnet. Brontosaurus excelsus namngavs av Marsh år 1879. Den är känd från sex ofullständiga skelett, delar av ett kranium inkluderade. Dessa rester har hittats i Oklahoma, Utah och Wyoming, USA.

## Paleobiologi

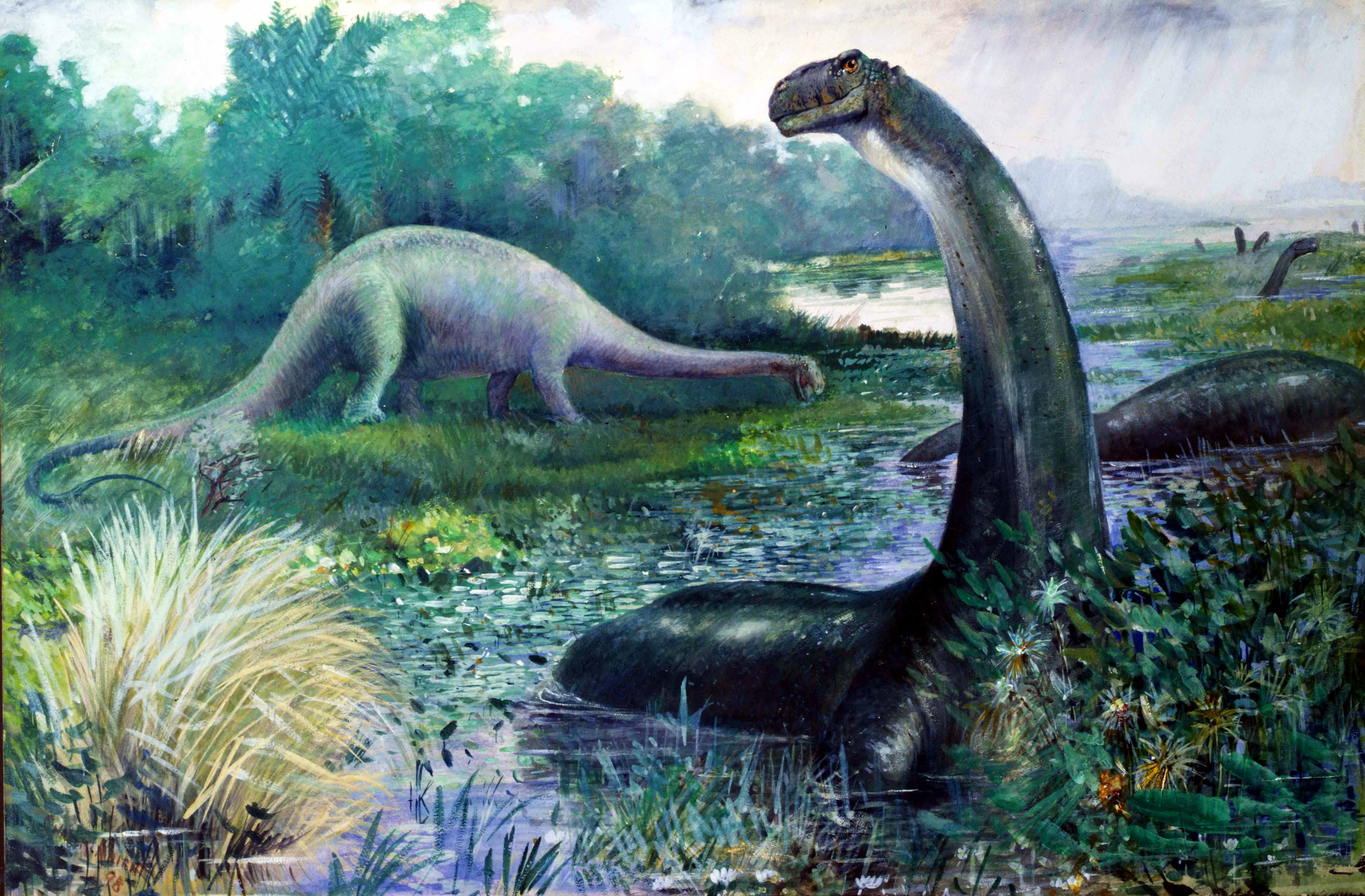
Föråldrad illustration av apatosaurier (eller brontosaurier) som betar i ett träsk. Utförd av Charles R. Knight (1874-1953) för Animals of the Past 1922, USA.

Tidigt under historien om dinosauriernas uppdagande trodde man att Apatosaurus var alldeles för massiv för att kunna bära upp sin egen tyngd på land. Därför lade man fram teorier om att sauropoden måste ha levt delvis nedsänkt i vatten, kanske i träsk, vilket kan ses på gamla illustrationer av släktet. Fynd i modern tid stöder inte dessa idéer. Faktiskt var Apatosaurus, precis som sin släkting Diplodocus, ett betande djur med en väldigt lång hals och en lång svans som tjänade som en motvikt. Dess skelettben var fyllda av håligheter, vilket gör det tydligt att den var ett utpräglat landdjur. Hade den levat i vatten på större djup skulle vattnets tryck troligen krossa dess ben, om den inte haft lika massiva ben som blåvalen, som är så tung att den kvävs till döds om den inte bärs upp av vattnet. Fossiliserade fotavtryck gör tydlig att Apatosaurus levde på land, samt att den levde i hjordar, även om man aldrig hittat några benbäddar efter den.
Apatosaurus hade diplodocidernas typiska pennlika tänder i främre delen av munnen som den rev av blad med. Den saknade tänder som den kunde fördela växtdelarna med genom att tugga, så som till exempel dagens idisslare gör. Som hjälp vid betningen kunde Apatosaurus i stället ha svalt stenar (så kallade gastroliter) som kan ha lagt sig i dess muskelmage. Detta fungerar på samma vis som hos många nutida fåglar. Gastroliterna malde då ned växtfibrerna, och när de slipats alldeles släta släppte Apatosaurus ut dem igen.

### Halsen
Apatosaurus betade av trädkronorna, troligen ofta vid flodbankar. Forskare tror att sauropoder som Apatosaurus inte kunde höja halsen i en vinkel av 90 grader, för då skulle blodet inte kunna nå hjärnan. Det skulle ta blodet två minuter att nå från basen av halsen upp till huvudet. Kanske hade Apatosaurus klaffar i halsen som hjälpte till att pumpa upp blodet till kraniet. Dessutom visar studier av strukturen hos halskotorna att halsen inte alls var så rörlig som man tidigare trott, annat än i sidled. Kanske var halsen ett led i utvecklingen för att sauropoderna kunde bli så stora. Då kunde de stå på samma plats och svepa med halsen från sida till sida till dess födan tagit slut, utan att de rörde sig nämnvärt. Detta torde ha varit mer förödande för växtligheten än efter en framfart av dagens elefanter. En annan teori är att Apatosaurus stod på fast mark och sträckte ut halsen över våtmarker, där mjukare växter fanns. Detta torde ha varit skonsammare mot dess svaga tänder.

### Fysiologi
Med en sådan stor kroppstyngd, kombinerat med en lång hals, har fysiologer stött på stora problem då de försökt bestämma hur djur av detta slag och denna storlek lyckades andas. Flera uträkningar har gjorts, vilka har givit helt olika resultat.
Man började med antagandet att Apatosaurus inte hade någon diafragma, vilket några av dagens närmaste släktingar till dinosaurierna, krokodilerna, saknar. Därmed har volymen av döda utrymmet beräknats till 184 liter för en individ på 30 ton. Döda utrymmet är benämningen för mängden luft som tas upp av lungorna men som inte används av kroppen i något gasutbyte. Hos fullvuxna människor uppgår volymen till 150 ml.
Dess tidala volym (det vill säga den mängd luft som dras in och ut i ett enda andetag) har kalkylerats baserat på följande andningssystem:
- 904 liter om systemet liknade en fågels
- 225 liter om systemet liknade ett däggdjurs
- 19 liter om systemet liknade en reptils

Med denna grund kunde dess andningssystem inte ha varit en reptils, då dess tidala volym inte skulle kunna ersätta volymen för dess döda utrymme. Likaså skulle dess däggdjurslika system bara kunna ge djuret en femtedel av den nya luften i varje andetag. Därför måste Apatosaurus antingen ha haft ett system som inte längre existerar i den moderna världen, eller så hade den en fågels system, det vill säga luftsäckar och en genomströmmande lunga.
Dessutom skulle ett fågelliknande lungsystem enbart kräva en lungvolym på runt 600 liter jämfört med ett däggdjursliknande system med behov på 2 950 liter, vilket skulle överskrida det möjliga utrymmet mellan revbenen med nästan dubbelt så mycket. Den totala bröstvolymen hos Apatosaurus har nämligen beräknats till enbart 1 700 liter, vilket då tillåter ett fyrkamrat hjärta på 500 liter (som hos fåglar, inte trekamrat som hos reptiler) och en lungkapacitet på 900 liter. Det borde ha givit plats åt runt 300 liter nödvändiga vävnader.
Uträkningar visar att om Apatosaurus hade en fågels andningssystem och en reptils vilande metabolism (den kunde absolut inte flyga, och med tanke på att den hade en sådan lång hals och därmed inte behövde röra så mycket på sig då den betade) skulle den behöva konsumera 262 liter vatten varje dag.
Man känner inte till hur Apatosaurus åt tillräckligt med mat för att kunna tillfredsställa behovet till dess enorma kroppshydda. Det är högst troligt att den åt konstant, med pauser enbart för att svalka av sig, för att dricka eller avlägsna parasiter. Det är mycket troligt att Apatosaurus sov stående, så som giraffer. Den litade säkert på sin enorma storlek och till flockens trygghet för att kunna avskräcka rovdinosaurier, så som Allosaurus. Den kan också ha haft en tjock hud som skydd.

### Läppar

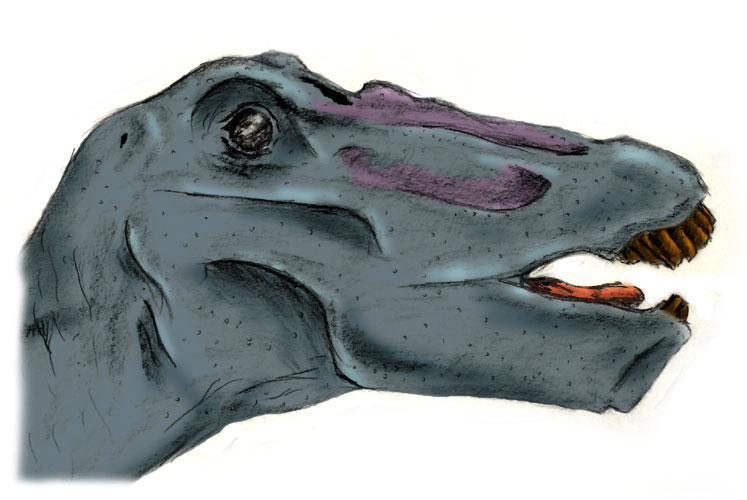
Rekonstruktion av Apatosaurus huvud baserad på ett korrekt kranium.

Enligt Robert Bakker är det mycket troligt att Apatosaurus hade tjocka, älg-lika läppar som klädde dess avsmalnande kranium, ungefär som en hästs mule.

### Kranium
Apatosaurus' näsborrar är placerade mellan ögonen, nästan på toppen av kraniet. Förr i tiden stödde detta teorierna om att den var ett vattenlevande djur som betade på sjöbottnar och bara stack upp toppen av huvudet för att andas, så som valar. Dock tror man idag att en ränna av mjuka vävnader kan ha lett fram till nosen, kanske i samband med läpparna eller "mulen". Kraniet var en halvmeter långt och innehöll en liten hjärna. Troligen var den en av de minst intelligenta dinosaurierna.

### Svans
En intressant spekulation rapporterades av Discovery Magazine år 1997 om "pisksnärtar" för miljontals år sedan. Nathan Myhrvold, en datavetenskapsman från Microsoft, gjorde en datorsimulation av Apatosaurus' svans, en väldigt lång, avsmalnande svans som påminde starkt om en piska. Han drog slutsatsen att sauropoder kunde utföra en pisksnärt på över 200 decibel, vilket är jämförbart med ljudet från en kanon. Det om något borde ha skrämt bort anfallande rovdjur eller tillkallat flockmedlemmar.

## Klassificering
Apatosaurus tillhörde familjen Diplodocidae och var således nära släkt med Diplodocus, Supersaurus, Mamenchisaurus, Barosaurus och Seismosaurus. Dock var den inte lika nära släkt med de andra medlemmarna i familjen som de var med varandra, och följaktligen placeras den i sin egen underfamilj, Apatosaurinae.

### Apatosaurus/Brontosaurus

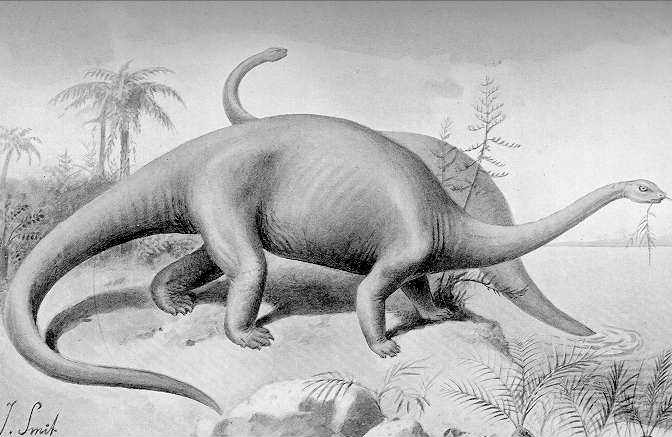
Förlegad illustration av ett par uppsvullna brontosaurier. Utförd av Joseph Smit (1836-1929) för Nebula to Man 1905, England.

År 1877 publicerade Othniel Charles Marsh anteckningar om sitt fynd av Apatosaurus ajax. Han följde upp detta med en beskrivning år 1879 av ett andra, mer komplett exemplar av en dinosaurie. Han spekulerade i att det senare exemplaret representerade ett helt nytt släkte och döpte detta till Brontosaurus excelsus. År 1903 fann man att Brontosaurus excelsus faktiskt var en fullvuxen Apatosaurus och att namnet "Apatosaurus" hade publicerats först. Därmed bedömde man att släktet borde ha det sistnämnda namnet. Den berömda Brontosaurus degraderades till en synonym. Under 1970-talet kom man fram till att den traditionella "Brontosaurus"-bilden faktiskt var en Apatosaurus excelsus med en camarasauries huvud som felaktigt placerats på dess kropp. Nya rön visar dock att Brontosaurus kan ha varit en underart till Apatosaurus.

## Omgivning
Apatosaurus levde under yngre jura. Slutet av juraperioden präglades av ett mindre massutdöende, då de flesta av stegosauriderna och de större sauropoderna, så som diplodociderna, dog ut, tillsammans med flera släkten av ammoniter, marina reptiler som fisködlor samt en del musslor. Man vet inte vad det var som orsakade detta utdöende. Bland de dinosaurier som befolkade Nordamerika tillsammans med Apatosaurus under yngre jura fanns flera släktingar, så som Diplodocus, Camarasaurus, Brachiosaurus, Supersaurus, Seismosaurus och Barosaurus. Bland theropoderna från denna tid fanns Allosaurus, Ceratosaurus, Marshosaurus, Stokesosaurus och Coelurus. Bland de fågelhöftade dinosaurierna fanns Camptosaurus, Dryosaurus och Stegosaurus.